# Luiz Eduardo
Luiz Eduardo Rodrigues, mais conhecido como Luiz Eduardo, (Uberlândia, 21 de março de 1987) é um ex-futebolista brasileiro que atuava como zagueiro.
Passou por vários clubes em sua carreira. Entre os clubes de destaque, estão o São Paulo e o Atlético Mineiro no Brasil, e o Chongqing Lifan, da China, pela experiência em outro continente.

## Início de carreira no Uberlândia
Nascido em Uberlândia, Minas Gerais, começou sua carreira no futebol profissional em 2003, por volta dos 15 anos, no clube de sua cidade natal, o Uberlândia Esporte Clube. Atuou por 3 anos no clube antes de ser transferido ao extinto Campinas (hoje Sport Club Barueri) em 2007.

## Atlético Mineiro
Chegou ao clube no começo da temporada de 2011. Teve poucas oportunidades no time para tentar mostrar seu potencial. Ainda sim, foi campeão junto com a equipe do Campeonato Mineiro de 2012.

## XV de Piracicaba
Chegou ao clube no começo de 2013, naquela ocasião, como um dos principais reforços do clube para aquela temporada. Disputou o Campeonato Paulista, onde ajudou o time a terminar a competição em 10° lugar marcando 3 gols.

## São Caetano
Chegou ao clube ainda em 2013, após sair do XV de Piracicaba, onde ficou parte da temporada de 2014 e foi transferido ao Bragantino.

## Bragantino
Chegou no clube ainda em 2014, disputou 6 partidas e chamou atenção do futebol Chinês.

## Chongquing Lifan
Após ficar pouco tempo no Bragantino e com poucas partidas disputadas, Luiz Eduardo foi transferido ao clube chinês ainda em 2014, como reforço para a temporada daquele ano. No clube, foi campeão da Segunda Liga Chinesa (Serie B).

## Retorno ao São Caetano
Após boa temporada na China, Luiz Eduardo retorna ao São Caetano para ajudar o time na disputa da Série A-2 do Campeonato Paulista de 2015. Ao final do campeonato, o clube terminou a competição em 7° lugar, mas, ainda sim, Luiz Eduardo foi eleito o melhor zagueiro da competição.

## São Paulo
Após ser um dos destaques da Série A2 do Campeonato Paulista de 2015, pelo São Caetano, e já com reconhecimento considerável na China, Luiz Eduardo assina contrato com o tricolor paulista no dia 29 de Agosto de 2015, no qual o mesmo vai até o final da temporada. Fez seu primeiro gol pelo clube no dia 23 de Agosto, em partida contra o Flamengo, válida pelo Campeonato Brasileiro de Futebol.

## Títulos
Atlético Mineiro
- Campeonato Mineiro: 2012

Chongqing Lifan
- Segunda Liga Chinesa: 2014

## Ligação externa
- «Perfil de Luiz Eduardo». em Soccerway
- «Perfil de Luiz Eduardo». em Sambafoot.com